# Saint-Saturnin (Cher)
Saint-Saturnin è un comune francese di 442 abitanti situato nel dipartimento del Cher, nella regione del Centro-Valle della Loira.

## Società

### Evoluzione demografica
Abitanti censiti